# Michelia doltsopa
Michelia doltsopa (đồng nghĩa: M. manipurensis) là một loài thực vật thuộc chi Ngọc lan. Loài này có thân gỗ và cây bụi lớn, cao tới 30 m. Có nguồn gốc ở miền đông Himalaya và các rừng cận nhiệt đới Meghalaya. Dao động về hình dáng từ cây bụi rậm rạp tới cây gỗ mọc thẳng và hẹp tán. Các lá lục sẫm dày như da, dài từ 6 – 17 cm. Các cụm hoa trắng kem nở về mùa đông. Được trồng phổ biến trên các đường ven biển tại California.